# یواس‌اس فورس (ای‌ام-۴۴۵)
یواس‌اس فورس (ای‌ام-۴۴۵) (به انگلیسی: USS Force (AM-445)) یک کشتی بود که طول آن ۱۷۲ فوت (۵۲ متر) بود. این کشتی در سال ۱۹۵۳ ساخته شد.